# Авиастроительный район (Казань)
Авиастроительный район (тат. Авиатөзелеш районы) — один из семи районов в городе Казань, имеющий название по расположению в нём уникального для страны и мира кластера предприятий всех типов и аэродрома авиационной промышленности.
Занимает центрально-северную часть города, отделён от его основной части в основном северным внутригородским железнодорожным ходом и территориально граничит: на западе и юге — с Московским и Ново-Савиновским районами города Казани, на востоке и севере — с Высокогорским районом Республики Татарстан. Площадь района около 3900 га, население — свыше 110 тыс.человек. В район входят крупнейшие микрорайоны многоэтажной застройки — Караваево, Соцгород, «соципотечный городок» Нового Караваева, а 2/3 (около 1450 га) территории района занимает частный сектор, где расположено 10 городских посёлков — Северный, Новое Караваево, Свердлова, Сухая река, Грабарский, Кадышево, Щербаково, Борисоглебское, Крутушка, Голубое Озеро рядом с заповедником Голубые озёра.

## История

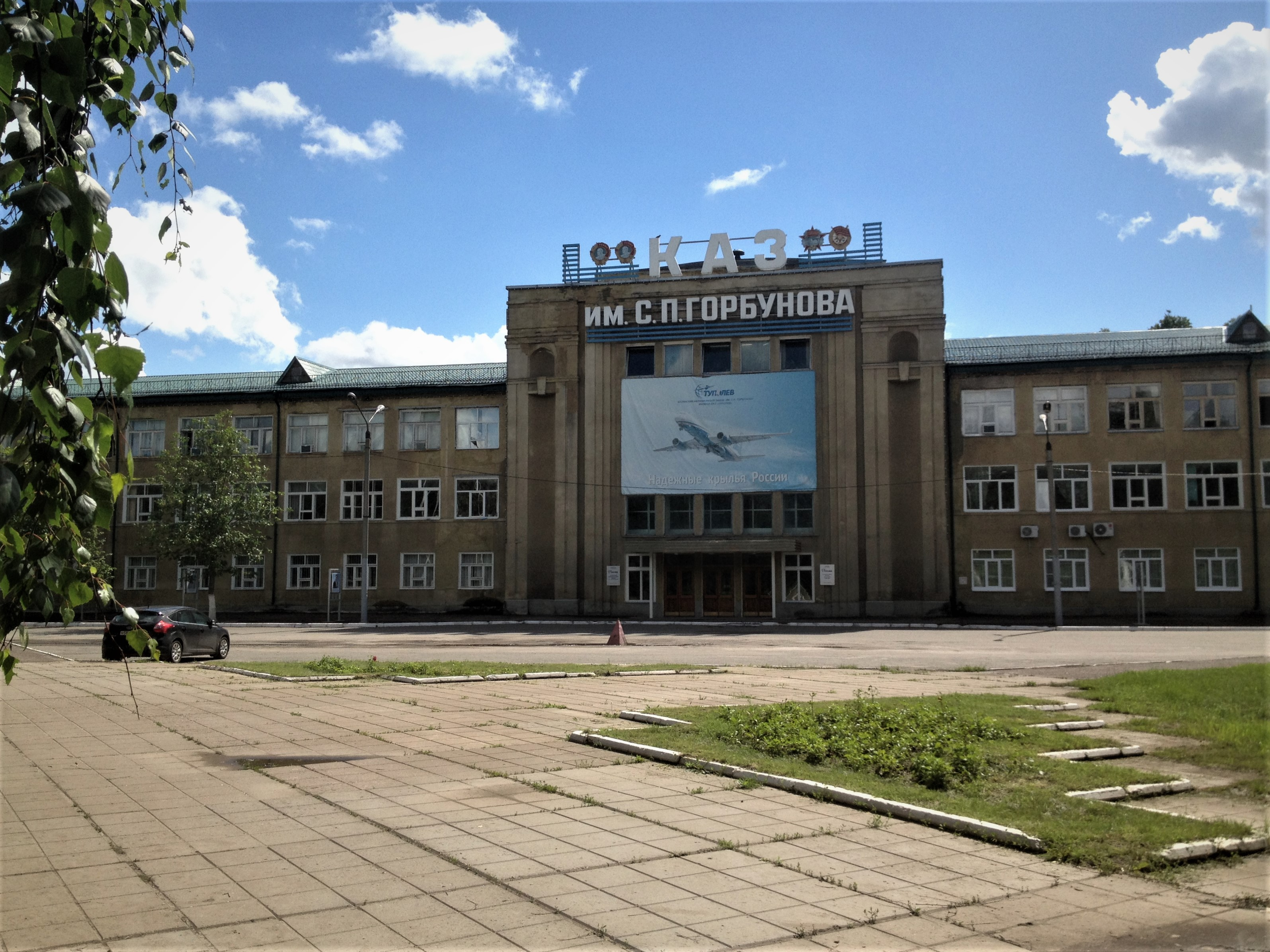
Казанский авиационный завод

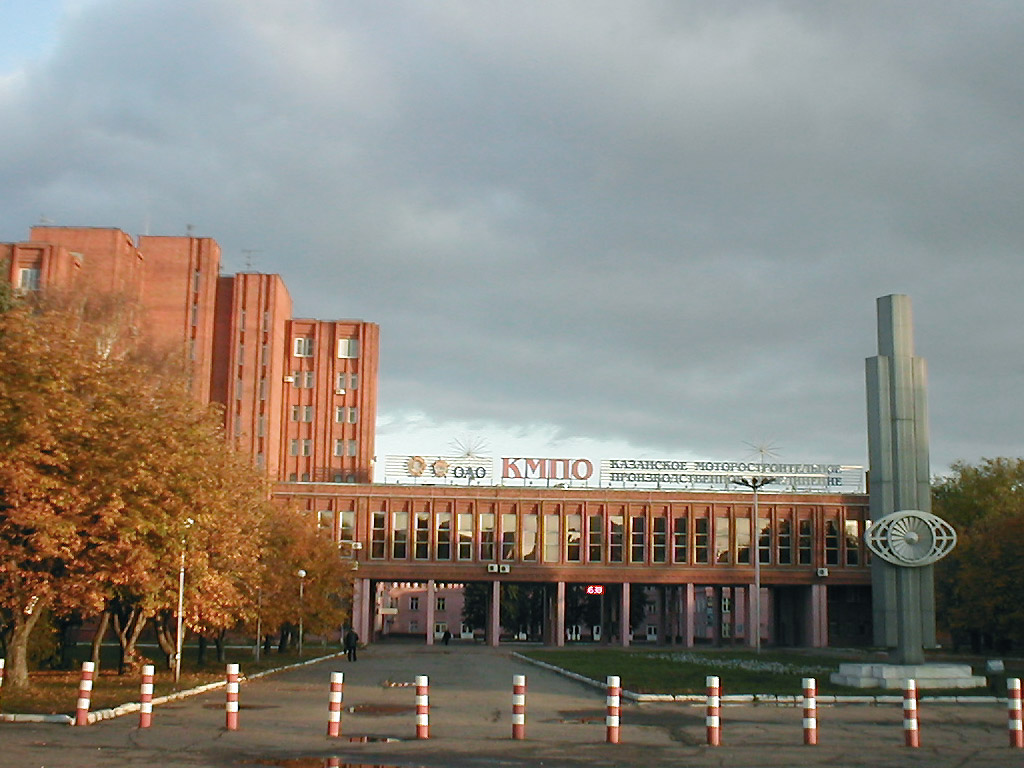
Казанское моторостроительное производственное объединение

Согласно археологическим находкам, местности на территории района были заселены ещё во времена каменного века, а первыми известными со средних веков поселениями здесь были русские деревни, затем сёла, затем городские посёлки и микрорайоны Караваево и Сухая река. Во время Крестьянской войны 1773—1775 годов после первого сражения за Казань в этих сёлах был лагерь войск Емельяна Пугачёва.
В 1930-е годы индустриализации за тогда селом Караваево началось сооружение крупного узла авиационной промышленности «Казмашстрой», включавшего авиационный завод № 124 (позже завод № 22, Казанское авиационное производственное объединение, Казанский авиационный завод) и авиамоторный завод № 16 (позже Казанское моторостроительное производственное объединение). Для близкого проживания, быта и досуга их работников на свободном от поселений месте появились сначала бараки в Караваево и индивидуальные жилые дома т. н. частного сектора в посёлке Свердлова, а затем многоэтажный жилой массив-микрорайон Соцгород по комплексному единому плану.
В 1935 году территория заводов, Соцгорода и других соседних посёлков была включена в черту города, тогда в составе Ленинского района, который был создан в 1934 году выделением из Пролетарского (ныне — Кировского) района его восточной части.
Во время и после Великой Отечественной войны в районе (в Соцгороде) жили будущий генеральный конструктор ракетно-космической отрасли СССР С. П. Королёв (в 1944—1946 гг., ввиду работы с 1942 году в ОКБ-16 тюремного типа при заводе № 16), ракетный двигателист и также будущий генеральный конструктор ракетно-космической техники В. П. Глушко, главный конструктор авиационной техники В. М. Петляков, а также (в Сухой Реке) существовала тюрьма немецких военнопленных, задействованных на строительстве Соцгорода и других различных объектов в городе.
В 1940-е—1950-е годы (и позже) на соседних пустырных территориях возникли городские посёлки Северный, Новое Караваево и другие, где выделялись участки для строительства индивидуальных домов эвакуированным переселенцам и рабочим заводов авиапрома, а также расположенных неподалёку заводов «Казаньоргсинтез», «Татхимфармпрепараты», Вертолётного. Позднее появились многоэтажные кварталы в посёлках-микрорайонах Караваево и Новое Караваево, а в XXI веке — современный «соципотечный городок» в последнем.
Собственно Авиастроительный район был образован в 1994 году разделением бывшего Ленинского района из его северной части и части Московского района между улицами Центрально-Мариупольская, Тэцевская и Гудованцева. С конца 2010 года администрации Авиастроительного и Ново-Савиновского районов объединены (на базе администрации Ново-Савиновского района).

## Инфраструктура

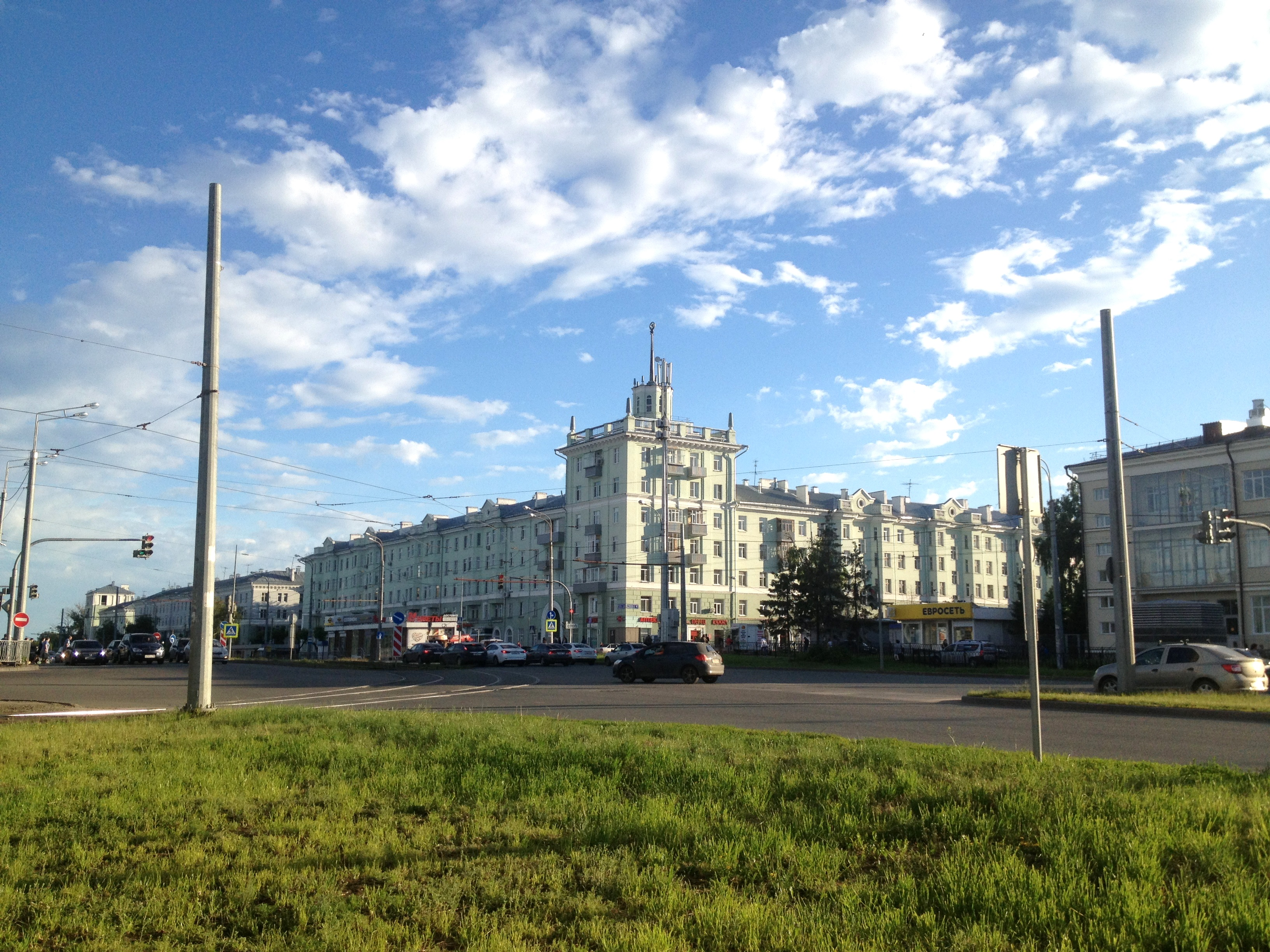
Соцгород

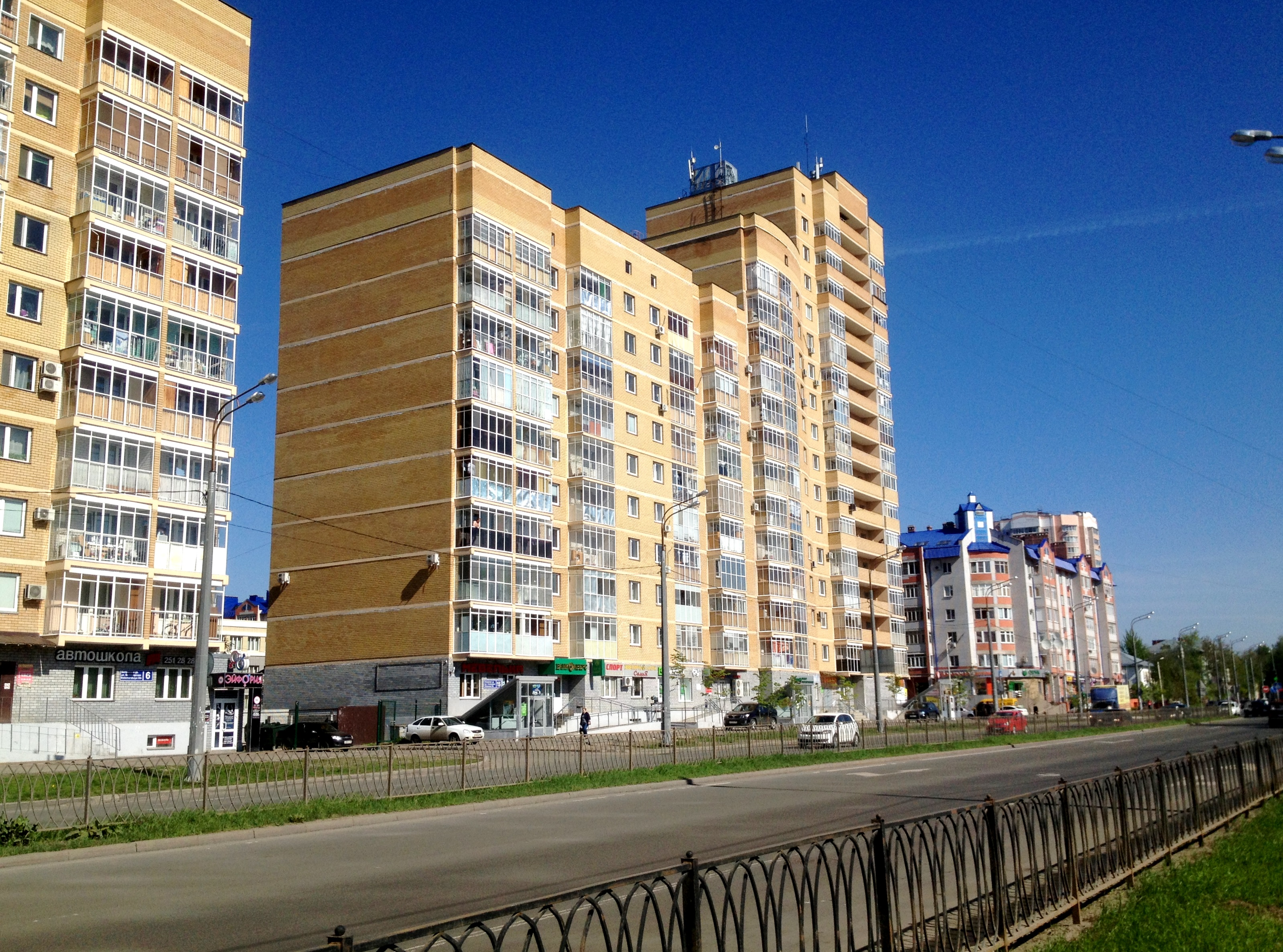
«Соципотечный городок» в Новом Караваево

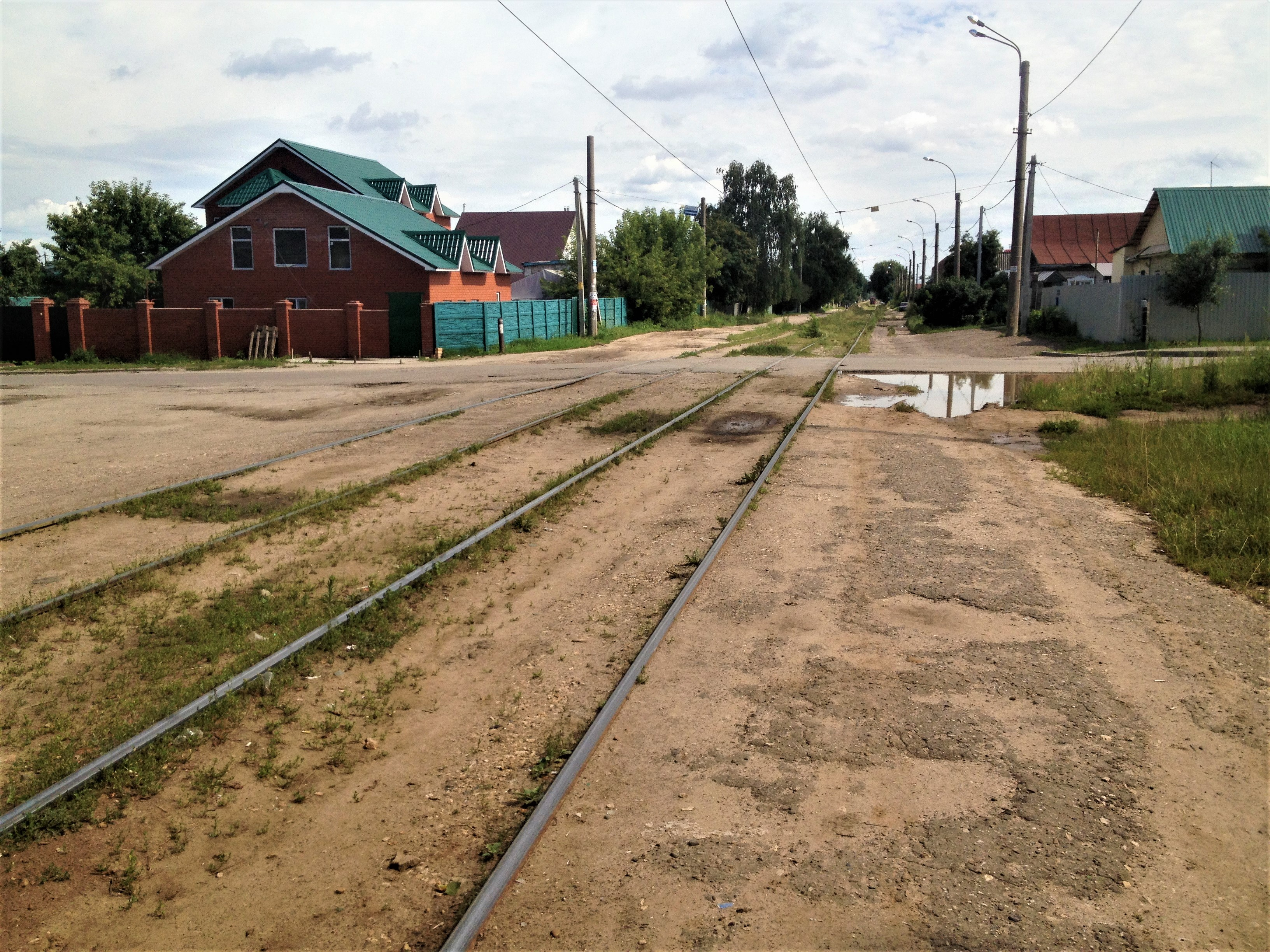
Частный сектор Нового Караваева и Северного

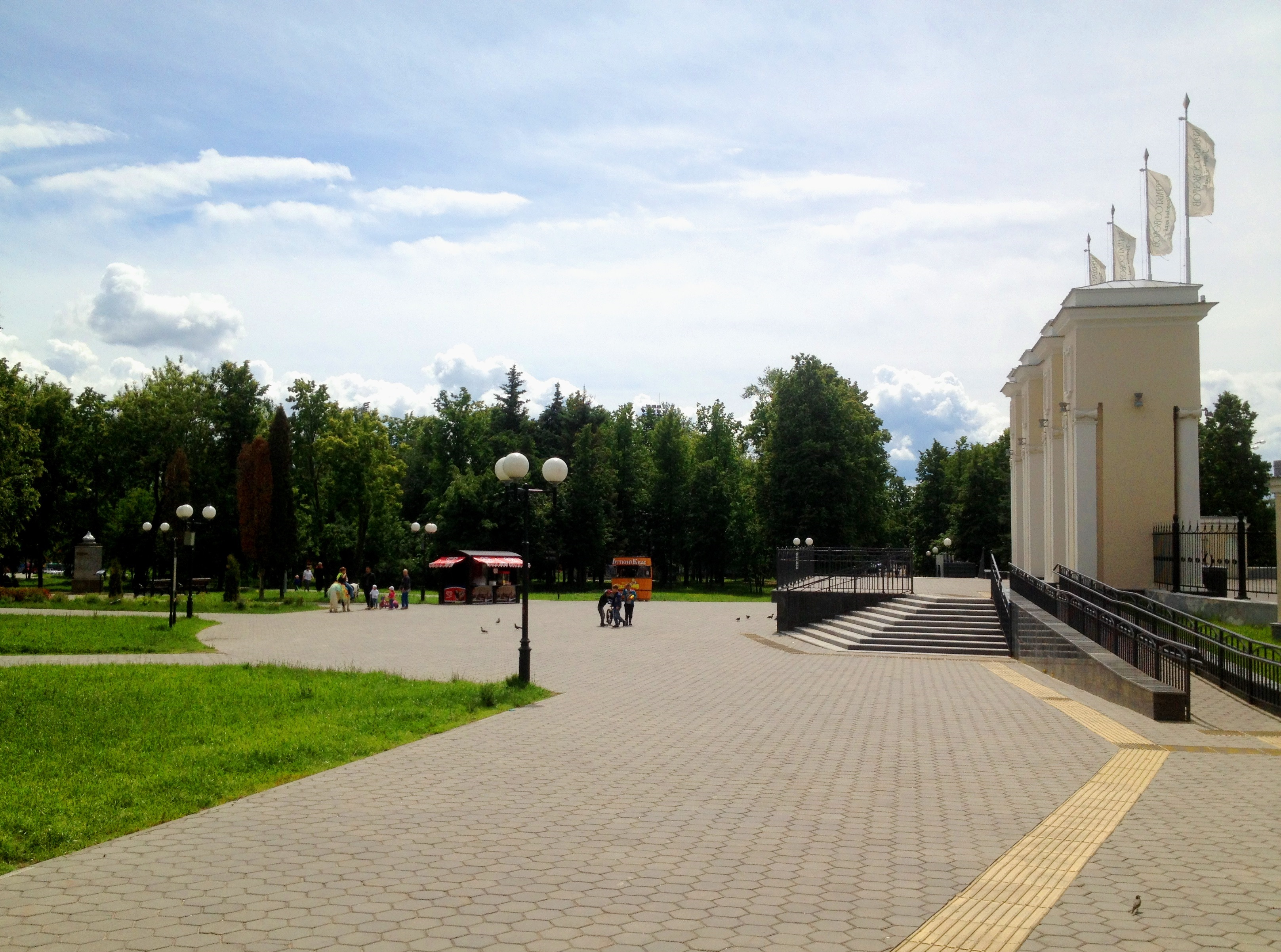
парк «Крылья Советов»

В районе сконцентрированы пять предприятий авиационной промышленности: самолётостроительный Казанский авиационный завод (КАЗ), ранее — Казанское авиационное производственное объединение имени С. П. Горбунова (КАПО), Казанский вертолётный завод (Kazan Helicopters, КВЗ), авиадвигателестроительное Казанское моторостроительное производственное объединение (КМПО), предприятие беспилотных летательных аппаратов «Научно-производственное объединение „Сокол“ имени М. П. Симонова», предприятие авиационной и строительной инженерии «Гипронииавиапром», а также расположен аэродром экспериментальной авиации «Борисоглебское» при КАЗе.
Ввиду целостного архитектурно-исторического образа со сталинской архитектурой жилых, досуговых, социальных и инфраструктурных объектов, микрорайон Соцгород советской комплексной застройки отнесён местными властями к охранным зонам республиканского реестра объектов культурного наследия. Кварталы посёлков-микрорайонов Караваево и Новое Караваево, включая современный «соципотечный городок», имеют более поздние и современные многоэтажные дома высотой до 16—18 этажей.
В районе с 2013 года действует станция «Авиастроительная», конечная Центральной линии Казанского метрополитена и расположенная в микрорайоне Соцгород вдоль улицы Копылова между улицами Побежимова и Белинского. В районе расположено Троллейбусное депо № 1, обслуживающее троллейбусные перевозки на большей части Казани, и до 2011 года существовало Трамвайное депо № 2, обслуживавшее трамвайные перевозки в северной и центральной части города.
В районе находятся стадион «Рубин» (на 10 тыс.зрителей, тренировочная домашняя арена со спортивной базой футбольного клуба «Рубин», объект Универсиады-2013), крупный парк «Крылья Советов» городского значения, управление Казанской и Татарстанской епархии РПЦ, одна из крупнейших в России ДЮСШ ФК «Рубин», Казанский авиационно-технический колледж имени П. В. Дементьева, ассоциированная школа ЮНЕСКО, школа № 36 с углубленным изучением немецкого языка
Согласно генеральному плану развития города, помимо уплотнения застройки и обновления существующих микрорайонов и посёлков с малоценной частной застройкой, в районе на вновь присоединённых к городу (в 1998—2004 годах) неиспользовавшихся территориях планируются развитие промзоны (за счёт предприятий, переносимых из центральных частей города) западнее «Казаньоргсинтеза» и сооружение нового «спального» района массовой многоэтажной застройки Бобыльский севернее микрорайона Жилплощадка и западнее посёлка Северный. Также рассматривается частный проект по сооружению нового микрорайона Лучезарный у Объездной дороги западнее посёлка Щербаково.

## Население
| 2002     | 2003     | 2004     | 2005     | 2006     | 2007     | 2009     |
| -------- | -------- | -------- | -------- | -------- | -------- | -------- |
| 109 582  | ↘108 900 | ↗109 400 | ↘109 057 | ↗109 464 | ↗110 090 | ↗111 158 |
| 2010     | 2012     | 2013     | 2014     | 2015     | 2016     | 2017     |
| ↗111 405 | ↗112 929 | ↗113 968 | ↗114 704 | ↗115 370 | ↗115 991 | ↗116 712 |
| 2018     | 2019     | 2020     | 2021     | 2023     |          |          |
| ↗116 810 | ↘116 703 | ↗117 250 | ↗118 106 | ↗118 629 |          |          |